# Heart (Amanda Lear)
Heart è un album della cantante pop francese Amanda Lear, pubblicato nel 2001 dall'etichetta discografica Marais Prod.
L'album è stato prodotto da FX Costello e da Laurent Wolf ed è dedicato al marito della Lear, che nel 2000 morí nell’incendio della loro villa in Provenza.

## Tracce
CD (Le Marais 560 008 2-7)
1. Love Boat - 3:12 (Paul Williams, Charles Fox FX Costello)
2. Do U Wanna See It? - 3:51 (Amanda Lear, Laurent Wolf, T. Willems Laurent Wolf)
3. Tendance - 4:16  (Amanda Lear, FX Costello, T. Willems FX Costello)
4. Manuel Do Guerreido Da Luz - 3:16 (FX Costello, P. Coelho FX Costello)
5. Lili Marlene - 3:19 (Norbert Schultze, Tommie Connor FX Costello)
6. Hier Encore (Yesterday When I Was Young) - 3:55  (Charles Aznavour, Herbert Kretzmer FX Costello)
7. Porque Me Gusta - 4:00  (Amanda Lear, N. Amal, FX Costello FX Costello)
8. I Just Wanna Dance Again - 3:19 (L. Fox, T. Willems Laurent Wolf)
9. Vol De Nuit - 4:19 (FX Costello, T. Willems FX Costello)
10. L'Invitation Au Voyage - 3:59 (Charles Baudelaire, FX Costello FX Costello)
11. The Look Of Love - 4:02 (Burt Bacharach, Hal David FX Costello)
12. L'importante è finire - 3:19 (Alberto Anelli, Cristiano Malgioglio FX Costello)